# Bagladi Orsolya
Bagladi Orsolya (Zalaegerszeg, 1983. –) magyar nyelvész, etnomikológus egyetemi oktató.

## Életpályája
Egyetemi oktató (nyelvtörténet, névtan, kontrasztív nyelvészet, kognitív nyelvészet stb.), angol-magyar középiskolai tanár és a magyar mint idegen nyelv tanára. 

## Kutatási területe
Fő kutatási területe a magyar népi gombanevek és a magyar mint idegen nyelv.

## Főbb művei
- Doktori disszertáció, 2011, konyvtar.uni-pannon.hu
- A gombászat terminológiájáról a terminológiai rendszerelméletek tükrében, alkalmazottnyelvtudomany.hu
- A magyarok és a mérgező gombák a Kárpát-medencében , academia.edu